# ホットハンドの誤謬
ホットハンドの誤謬（ホットハンドのごびゅう、英語: hot-hand fallacy）とは、一見ランダムな事象で成功を経験した人は、追加の試行においてさらに成功する可能性が高いと信じてしまうという誤謬である。ホットハンド現象(hot hand phenomenon)や、単にホットハンド(hot hand)とも言う。
この概念は、主にバスケットボールなどのスポーツに適用されている。バスケットボールのショットのように、技術に依存した運動の課題において、事前の成功がプレイヤーの心理的な振る舞いとそれに続く成功率を変えることはありうるが、実際には「ホットハンド」の証拠は長らく見つかっていなかった。しかし、近年の研究で、その誤謬が本当に誤りであるかどうかが疑問視されている。現代の統計分析を用いた最近の研究では、いくつかのスポーツにおいて「ホットハンド」の証拠があることが示されている。

## 理論の発展

### 1985年の「バスケットボールにおけるホットハンド」論文
この誤謬は、エイモス・トベルスキー、トーマス・ギロビッチ、ロバート・ヴァローネによる1985年の論文で最初に記述された。「バスケットボールにおけるホットハンド」の研究はバスケットボール選手が「ホットハンド」を持っているという理論に疑問を呈した。この論文で「ホットハンド」は、「前回のショットが成功した場合に、次にプレイヤーが成功する可能性が高いという主張」と定義されている。この研究では、回答者がランダムネスやランダムな事象を正しく理解できないことが挙げられた。基礎的な計算能力のない人が統計情報の判断を誤ることがあるように、ホットハンドの誤謬は人々にランダムな事象に関する誤った仮定を持たせる可能性がある。著者らはコイントスに関する研究の例を出している。回答者は、少ない試行回数でさえも、表と裏の出る割合はおよそ50%ずつであると予想していた。この研究は、コイントスに対して用いられる種類の思考パターンが生み出す2つのバイアスを提案した。1つは、どちらかの出目が偏って出た場合にその逆が出る確率が高くなると信じる誤謬（これはギャンブラーの誤謬として知られている）である。もう1つは、ランダムなサンプルでは通常いずれかの結果が連続することはないという信念により、ランダム性を認めないというものである。
同論文において、第1の研究は、コーネル大学とスタンフォード大学に所属する100人のバスケットボールファンに対するアンケートにより行われた。第2の研究は、フィラデルフィア・76ersの1980-1981シーズンの選手の個々の記録を調べたものである。第3の研究では、フリースローのデータを分析し、第4の研究では制御されたショットの実験を行った。異なる研究を行った理由は、ショットの周辺の外的要因を徐々に取り除くことである。例えば、第1の研究では、相手チームの防御戦略と、シューターによるショットの種類やタイミングの選択が結果に影響する。第2と第3の研究ではショットの選択の要素を取り除き、第4の研究ではゲーム設定や注意散漫などの外的要因を取り除いた。この研究は主に、フィールドゴールとフリースローの結果が互いに独立していることを発見した。制御ショット実験に関する研究でも結果は同じであった。これらから、トベルスキーらは、「ホットハンド」の感覚は成功や失敗を予測しないと結論づけた。

### 提案された説明
ギロビッチは、ホットハンドが存在すると人々が信じる理由について、2つの異なる説明を提案している。1つは、バスケットボールの試合を観戦する以前から、結果が連続することを期待するバイアスが存在する可能性である。このバイアスは、ゲームの認知と想起に影響を与える（確証バイアス）。2つ目の説明は、人が偶然の配列を認識できないというものである。人々は、偶然の配列が実際よりも均等に現れることを期待している。実際の偶然の配列は塊状に見える可能性があり、従って偶然ではないと判断されてしまう（クラスター錯覚）。
人々がなぜホットハンドの誤謬の影響を受けやすいのかについて、さらに多くの説明が提案されている。Alan D. Castelらは、年齢が誤謬に対する個人の信念を変えるとの考えを調査した。この考えをテストするために、22歳から90歳までの455名の参加者をサンプリングした横断研究が行われた。これらの参加者は、大学やプロのバスケットボール試合でショットを100%成功させたプレイヤーはいないという情報を与えられてから、次のアンケートを受けた。
1. バスケットボール選手は、その前の2〜3回でショットを成功させた後では、その前の2〜3回でショットを失敗した後よりも、次のショットで成功しやすいでしょうか?
2. ショットを成功し続けている人にボールをパスすることは重要でしょうか?[4]

アンケートの主な目的は、参加者が最初の質問に「はい」と答えたかどうか、すなわちホットハンドの誤謬を信じているかどうかを確認することだった。その結果、70歳以上の参加者は、40-49歳の参加者よりも誤謬の確率が2倍高くなることが示され、これにより、高齢者はヒューリスティックなプロセスにより依存していることが確認された。高齢者は肯定的な情報を覚えている可能性が高く、そのため若年層よりも利益には敏感だが損失には鈍感である。
ある研究では、配列を適切に判断できないことがホットハンドの誤謬の根源だという説が検討された。この研究では、ホットハンドの誤謬やギャンブラーの誤謬を、ランダムなメカニズムや技能に基づく傾向で調べた、数多くの行動研究や認知研究の結果がまとめられた。ランダムな配列の判断という点について、一般的な結論は、人々がランダム性について統計学的に正しい概念を持っていないということだった。人間はすべてのタイプの感覚的および概念的データの中にパターンを見るようになっていると結論づけられた。

### 後続の研究
KoehlerとConleyらがホットハンドの有無を検証するため2003年に行った研究では、NBAが1994年から1997年の間に行った3ポイントショットコンテストの映像が用いられた。ショットコンテストは試行条件が常に一定である一方で、シューターの心理的状態は実際の試合と変わらないため、目的に適っているとされた。著者らは各シューターについて、25回のショットからなるラウンドごとの分析や、年度を越えた全ショットについての分析を行い、様々な新しい技法を採用してホットハンドの兆候を見つけようとした。その結果、成功または失敗の連続が偶然の過程よりも有意に多かった選手は2人しかいなかった。連続した結果の出現率やショット成功率をシューターごとに検討した結果はホットハンド仮説よりも偶然に近く、仮説を支持するものは何もないと結論づけられた。
ある研究では、ホットハンドの誤謬を信じているとプレイヤーの成功の認識が影響を受けると報告されている。

## ホットハンドを支持する最近の研究
より最近の研究では、以前の発見への疑問が呈され、ホットハンド現象を支持する結果が発見されている。
モナシュ大学の研究者による2003年の論文は、ギロビッチらが自身の実験の検定力を調査しなかったと指摘した。1985年のデータの検定力を解析することにより、フィラデルフィア・76ersが連続でショットを成功させたとしても、ギロビッチらがその事実を発見した可能性は低いと結論づけられた。
2011年10月のYaariとEisenmannによる論文で、NBAの30万件以上のフリースローのデータにより、個々のレベルでの「ホットハンド」現象の「強力な証拠」が示されることが判明した。彼らは、2005年から2010年までの5年間のNBAシーズン中に行われたフリースローを全て分析した。彼らは、1回目のショットに比べて2回目のショットで成功する確率が大幅に増加することを発見した。彼らはまた、2回連続したショットでは、1回目に成功した後に2回目で成功する確率は、1回目で失敗した後に2回目で成功する確率よりも大きくなることも発見した。
2013年11月、スタンフォード大学の研究者は、メジャーリーグベースボールのデータを使用し、10部門の統計においてホットハンドが存在するという「強い証拠」があることを発見した。
2014年、3人のハーバード卒業生の論文がSloan Sports Analytics Conferenceで発表された。この論文では、プレイヤーのショットの位置やディフェンダーの位置などの、バスケットボールにおける様々な変数を制御できる高度な統計手法が初めて使用された。これにより、「小さいが有意なホットハンド効果」があることが示された。
2015年、ジョシュア・ミラーとAdam Sanjurjoによる1985年の研究の調査では、1985年の調査の方法論に欠陥があり、実際にはホットハンドが存在する可能性があることが示された。研究者らは代わりに、統計的手法の誤用に起因する可能性があると述べた。著者らは、人々にはバスケットボールにホットハンドが存在すると考えるのは正しかったと結論づけた。